# Grupo São Geraldo
O Grupo São Geraldo é uma empresa que produz refrigerantes e água mineral com sede na cidade de Juazeiro do Norte, interior do Ceará. Seu principal produto é o refrigerante de caju extraído da própria fruta.

## História
A marca São Geraldo é uma referência ao santo italiano São Geraldo, e surgiu na década de 30, com o senhor José Geraldo da Cruz, que detinha uma pequena fábrica de bebidas alcoólicas que produzia vinhos compostos de frutas, tais como: caju, jurubeba e jenipapo.
No início da década de quarenta, a fábrica é vendida ao senhor Luciano Teófilo de Melo, tendo suas atividades continuadas e implementadas com novos produtos: Vinagre, Conhaque e Aguardente – composta de Hortelã.
Em 1946, José Amâncio de Sousa, ainda jovem, começa a integrar o quadro de funcionários do senhor Luciano Teófilo e já em 1948, dois anos depois, torna-se proprietário deste empreendimento, tendo como razão social José Amâncio de Souza.
A década de cinquenta foi marcada pela aquisição dos primeiros maquinários (todos manuais), pelo ingresso dos irmãos Francisco de Sousa e Tarcila de Sousa, mais precisamente em 1957, e pelo início da fabricação do primeiro refrigerante – O Guaraná Brasil – um refrigerante à base de guaraná que foi produzido até a década de 70.
Com a chegada da energia elétrica na região, em 1962, novos equipamentos foram adquiridos, semi-automáticos, dando um novo impulso à produção. Nesse mesmo ano, é lançada a Cajuína São Geraldo, que mais tarde, com a regulamentação da legislação brasileira de bebidas, foi classificada como Refrigerante de Caju.  Em 1976, é criada a razão social Cajuína São Geraldo Ltda.
Em 1987 a fábrica é deslocada do centro da cidade para novas instalações, na avenida Pe. Cícero, triângulo Crajubar. Dois anos se passaram e testes realizados na água utilizada na produção do refrigerante, tiveram como resultado água mineral, culminando no processo de concessão de lavra e autorização para envase de água mineral, surgindo então, em 1998, a São Geraldo Águas Minerais Ltda.
Paciência, força de vontade, negociação, visão de futuro, determinação e disciplina foram a chama que, nos anos noventa,  impulsionaram o nosso crescimento. Grandes investimentos foram efetuados na aquisição de equipamentos com grande capacidade produtiva, gerando uma maior participação de mercado e abrindo novas oportunidades, tal como a parceria com a Cadbury, empresa multinacional, que no modelo de franquia, nos possibilitou engarrafar, durante 12 anos, o refrigerante da marca Crush. Essa nos conduziu a um processo de qualidade de padrões internacionais.
A chegada deste século trouxe novos desafios: tecnologia da informação, expansão comercial, responsabilidade sócio-ambiental, e, sobremaneira, valorização e educação do ser humano como diferencial para a obtenção do sucesso da nossa jornada.

## Produtos

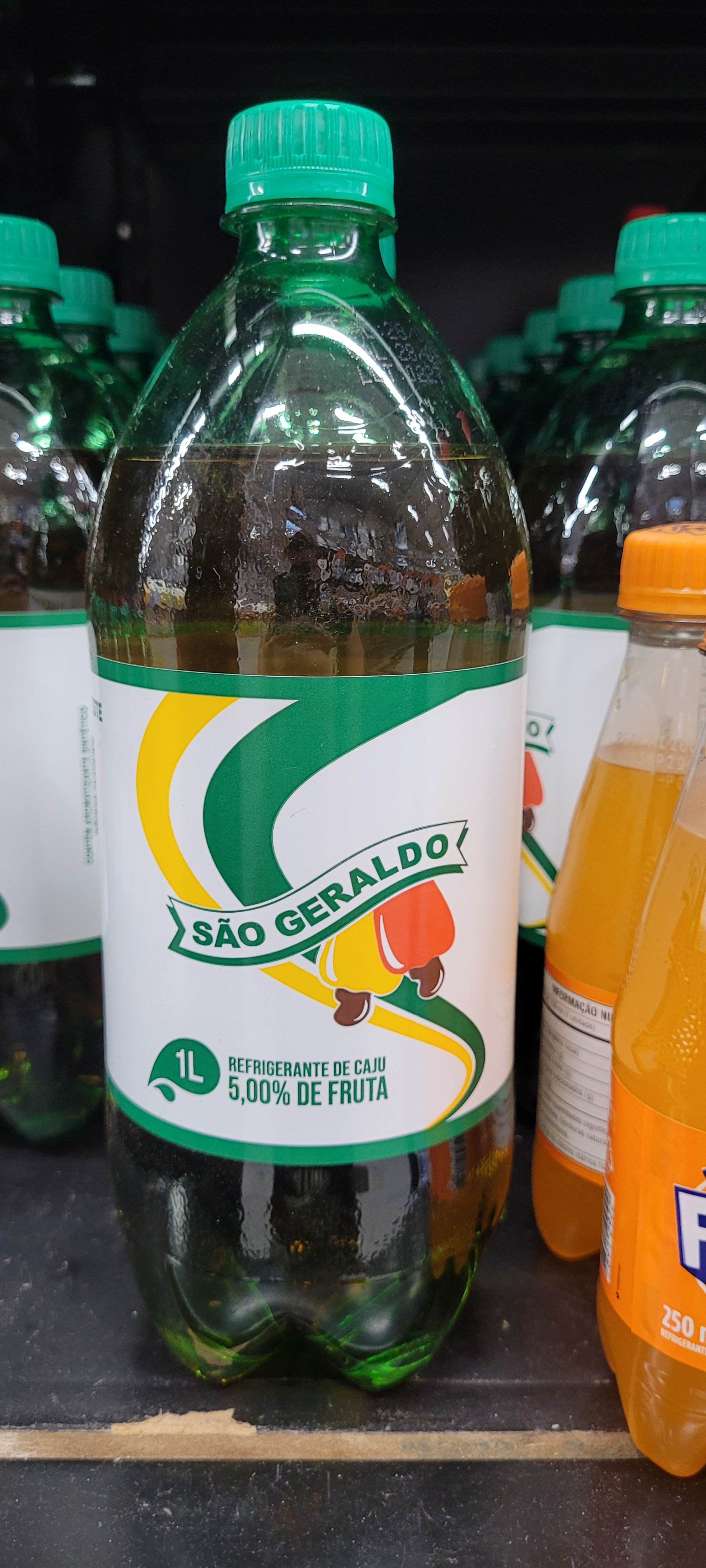
O principal produto da marca São Geraldo é o refrigerante de caju

O principal produto da empresa é o refrigerante com sabor de caju, sendo este produzido com a própria fruta. A matéria prima é comprada no Ceará, Rio Grande do Norte e Piauí.
Além do refrigerante de caju, atualmente a empresa trabalha com os seguintes sabores de refrigerantes com a marca São Geraldo, em embalagens de vidro de 600 ml, e embalagens PET de 250 ml, 1 litro e 2 litros:
- guarana
- uva

Na linha de água mineral, a empresa comercializa o produto em embalagens de 500 ml, 1,5 litros e 20 litros.